# IGEst
IGEst é um Software livre que auxilia no estudo e interpretação de dados estatísticos. É um acrônimo de Interface Gráfica para estatística.
O programa foi escrito em C++ e é capaz de gerar gráficos de histogramas, fazer cálculo de diversas funções de probabilidade, entre as quais se pode destacar: Distribuição Binomial, Distribuição Hipergeométrica, distribuição de Poisson, Distribuição Normal, Distribuição Lognormal, Distribuição Exponencial, Distribuição T de Student, Distribuição Qui-Quadrado, Distribuição F.
O aplicativo também resolve problemas envolvendo teste de hipótese, regressão, correlação e teste de independência.